# Andrew Marriner
Andrew Marriner (* 25. Februar 1954 in London) ist ein englischer Klarinettist und Musikpädagoge.

## Leben
Marriner ist der Sohn des Dirigenten Neville Marriner. Er war Sänger im Chor des King’s College in Cambridge. Er begann seine Klarinettenausbildung an der King’s School in Canterbury und sammelte erste Orchestererfahrung als Mitglied des National Youth Orchestra unter Leitung von Dirigenten wie Pierre Boulez und Yehudi Menuhin. In Hannover setzte er seine Ausbildung bei Hans Deinzer fort, und nach seiner Rückkehr nach England spielte er in verschiedenen Kammermusikensembles und gründete ein Bläserquintett, das Albion Ensemble.
Seinen ersten Auftritt mit dem London Symphony Orchestra (LSO) hatte Marriner 1977 unter der Leitung von Sergiu Celibidache. Als Gast in der Position des Ersten Klarinettisten unternahm er mit dem LSO 1983 eine Welttournee. Als Nachfolger von Jack Brymer wurde er dann 1986 Erster Klarinettist des LSO, dem er bis 2019 angehörte. Daneben war er bis 2008 Erster Klarinettist der Academy of St Martin in the Fields. Er gab mit Orchestern unter der Leitung von Dirigenten wie Leonard Bernstein, Colin Davis, Richard Hickox, Antonio Pappano, André Previn, Mstislaw Rostropowitsch, Michael Tilson Thomas, Waleri Gergijew und mit seinem Vater Konzerte in der Barbican Hall und Royal Festival Hall, am Teatro alla Scala und in Konzerthallen Nord- und Südamerikas, Asiens und Australiens.
Als Kammermusiker trat Marriner mit namhaften Streichquartetten und dem Kammerensemble des LSO und mit Musikern wie Alfred Brendel, Andras Schiff, Lynn Harrell, Steven Isserlis, Emanuel Ax, Hélène Grimaud, Sylvia McNair, Edita Gruberova, Vlado Perlemuter und George Malcolm auf. Er spielte die Uraufführungen mehrerer für ihn komponierter Werke u. a. von John Tavener (The Repentant Thief für Klarinette, Perkussion und Streicher), Robin Holloway (Klarinettenkonzert, 1997), Dominic Muldowney (Klarinettenkonzert) und Douglas Weiland (Klarinettenkonzert). Aufnahmen entstanden mit dem LSO, der Academy of St Martin in the Fields und verschiedenen Kammerensembles u. a. bei den Labels Philips Records, EMI, Chandos Records und Collins Classics, darunter Ronald Corps Clarinet Quintet und Howard Blakes Clarinet Concerto.
Als Lehrer wirkte Marriner u. a. am Konservatorium von Sydney, an der  Australian National Academy in Melbourne, an der Juilliard School, an der Hong Kong Academy for Performing Arts und an der Accademia Nazionale di Santa Cecilia und ist Professor an der Guildhall School of Music and Drama und an der Royal Academy of Music. Zu seinen Schülern zählen Nele Delafonteyne und Andrew Harper. Weltweit gibt er Meisterklassen, Coachings für Orchestermusiker und wirkt als Juror bei Musikwettbewerben.